# Munții Vâlcan

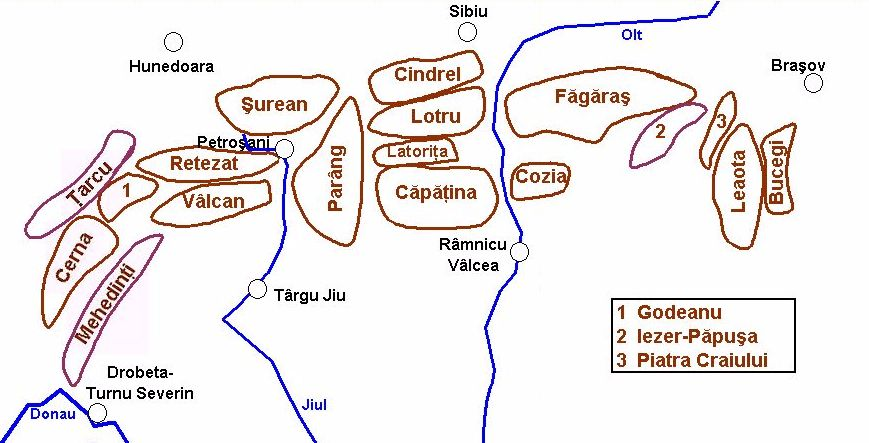
Grupele muntoase din Carpații Meridionali

Munții Vâlcan  sunt o grupă muntoasă a Munților Retezat-Godeanu aparținând de lanțul muntos al Carpaților Meridionali. Cel mai înalt pisc este Vârful Oslea, având 1.946 m, aflat în extrema vestică a munților. 
În partea estică a lor se află stațiunea turistică Straja, Hunedoara deasupra căreia se află Vârful Straja, având 1.868 m altitudine.